# Mecodinops lilacina
Mecodinops lilacina är en fjärilsart som beskrevs av Felder 1874. Mecodinops lilacina ingår i släktet Mecodinops och familjen nattflyn. Inga underarter finns listade i Catalogue of Life.